# Morwa
Morwa è un villaggio del Botswana situato nel distretto di Kgatleng, sottodistretto di Kgatleng. Il villaggio, secondo il censimento del 2011, conta 3.566 abitanti.

## Località
Nel territorio del villaggio sono presenti le seguenti 4 località:
- Boriteng di 26 abitanti,
- Dithejane di 3 abitanti,
- Magodialla di 48 abitanti,
- Metsimotlhaba